# Atwood (Kansas)
Atwood város az USA Kansas államában. Lakosainak száma 1290 fő (2020. április 1.).

## Népesség
A település népességének változása:

| 2010 | 1 194 |
| 2020 | 1 290 |